# Venserbrug
De Venserbrug is een bediende ophaalbrug in het Noord-Hollandse dorp Diemen over de Weespertrekvaart. De brug verbindt de Arent Krijtsstraat en het oude dorp met de Boven Rijkersloot en de nieuwbouwwijk Diemen-Zuid. Ook geeft de brug een verbinding met de Hartveldseweg en de Muiderstraatweg, de voormalige Rijksweg 1, aan de noordzijde. 
De brug dateert uit de periode 1980-1982 en diende samen met de Diemerbrug ter ontsluiting van de woonwijk van Diemen-Zuid. Beide bruggen werden een tijdlang bediend door de brugwachter van de Venserbrug, die een huisje heeft aan de brug. De brug is vernoemd naar de nabijgelegen Venserpolder. De brug is uitgevoerd in de kleuren blauw-wit uit het wapen en de vlag van Diemen. De brug kreeg daarmee de kleuren mee, die de gemeente Amsterdam bij een aantal diensten gebruikt(e), zie bijvoorbeeld de van tientallen bruggen (zoals brug 705) aldaar en de kleuren van trams. De firma Hollandia van de familie Lubbers was bij de bouw betrokken.  

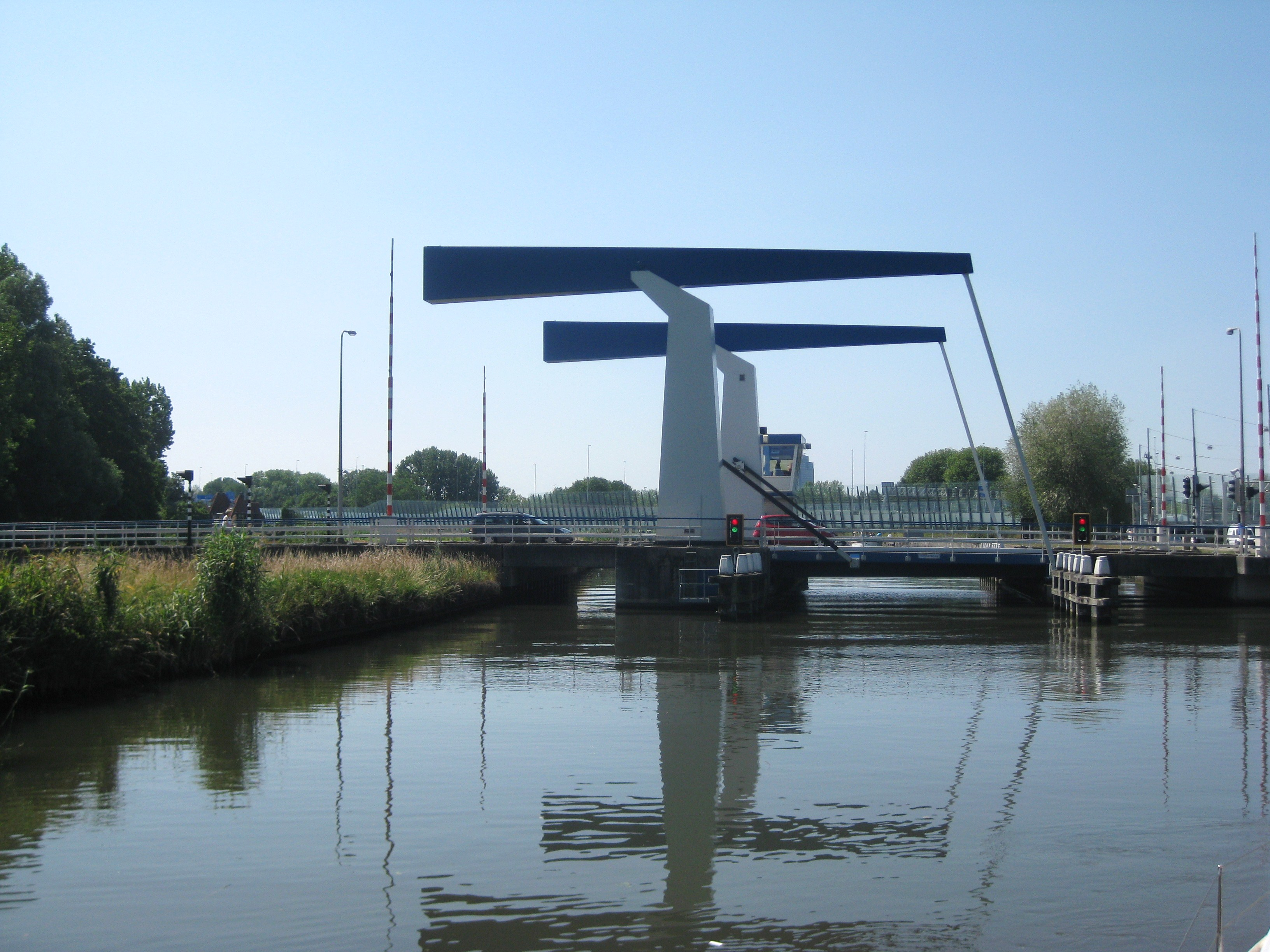
Zijaanzicht Venserbrug